# My Life as a Teenage Robot
My Life as a Teenage Robot is een Amerikaanse tekenfilmserie, uitgebracht door Nickelodeon. De serie wordt geproduceerd door Frederator Studios en is gebaseerd op de korte tekenfilm My Neighbor is a Teenage Robot uit de Oh Yeah! Cartoons. De serie is bedacht door Rob Renzetti.
De serie werd voor het eerst uitgezonden op 1 augustus 2003. In Nederland werd de serie voor het eerst op 8 september 2004 uitgezonden. De serie duurde drie seizoenen. Vanwege lage ratings is de serie daarna niet verlengd.

## Verhaal
De hoofdpersoon in My Life as a Teenage Robot is een meisjesrobot van 1 meter 80 genaamd XJ-9 (die liever Jenny genoemd wordt). Ze is gemaakt door een uitvinder als ultieme verdediger van de Aarde. Hiertoe beschikt ze over een groot arsenaal wapens en hulpmiddelen, verborgen in haar lichaam.
Jenny woont in Tremorton in het jaar 2072. Jenny heeft zeker voor een robot een geavanceerde persoonlijkheid, gelijk aan die van een menselijke tiener. Ze houdt meer van winkelen, erbij horen op school, en omgaan met haar vrienden Brad (die een oogje op haar heeft) en zijn broertje Tuck, dan van het redden van de wereld. Haar maker Dr. Wakeman (bijgenaamd "Mam") heeft haar ontworpen als zeer ontwikkelde gevechtsrobot en wil dat ze weg blijft van mensen. Brad helpt Jenny vaak, maar zijn broer Tuck houdt niet van actie en wordt slechts met tegenzin betrokken.
Ze heeft een langdurige rivaliteit met de nichtjes Brit en Tiff Krust, de populaire meisjes van de school. Jenny heeft een menselijke aanbidder genaamd Sheldon, maar Jenny ziet hem niet staan. Om toch bij haar te kunnen zijn heeft Sheldon voor zichzelf een robot-alter ego ontworpen: Het zilveren schild.
Jenny wordt achterna gezeten door Koningin Vexus, de leider van een buitenaardse robotgroepering genaamd de Zwerm, om zich bij de Zwerm te voegen. Zodoende kan Jenny haar leven niet op orde krijgen, maar ze doet haar best.

## Rolverdeling

### Nederlandse stemmen
| Personage    | Stemacteur/actrice |
| ------------ | ------------------ |
| Jenny (X-J9) | Céline Purcell     |
| Brad         | Jop Joris          |
| Nora Wakeman | Paula Majoor       |
| Tucker       | Jurre Geluk        |
| Sheldon      | Jürgen Theuns      |

## Afleveringen

### Seizoen 1
| Aflevering | Aflevering segment | Nederlandse titel             | Originele titel               |
| ---------- | ------------------ | ----------------------------- | ----------------------------- |
| 1          | 1a                 | Het kwam van hiernaast        | It Came From Next Door        |
| 1          | 1b                 | Ongediertebestrijding         | Pest Control                  |
| 2          | 2a                 | Lappenpop                     | Raggedy Android               |
| 2          | 2b                 | Klasse actie                  | Class Action                  |
| 3          | 3a                 | De liefde hangt in de lucht   | Attack of The 5½ Ft. Geek     |
| 3          | 3b                 | De ondergang van xj2000       | Doom With A View              |
| 4          | 4a                 | Horen, zien en zwijgen        | Ear No Evil                   |
| 4          | 4b                 | U.F.O                         | Unlicensed Flying Object      |
| 5          | 5a                 | Feestbeesten                  | Party Machine                 |
| 5          | 5b                 | Geen verstaanbaar woord meer  | Speak No Evil                 |
| 6          | 6a                 | Oog voor het kwaad            | See No Evil                   |
| 6          | 6b                 | De viespeuk                   | The Great Unwashed            |
| 7          | 7a                 | De terugkeer van de lappenpop | The Return of Raggedy Android |
| 7          | 7b                 | De jongen die Robot riep      | The Boy Who Cried Robot       |
| 8          | 8a                 | De Familievloedgolf           | Sibling Tsunami               |
| 8          | 8b                 | Terug naar de kleuterklas     | I Was A Preschool Dropout     |
| 9          | 9a                 | Vijandige metamorfose         | Hostile Makeover              |
| 9          | 9b                 | Overwinning op't rugbyveld    | Grid Iron Glory               |
| 10         | 10a                | ?                             | Dressed To Kill               |
| 10         | 10b                | ?                             | Shell Game                    |
| 11         | 11a                | Dagdroomster                  | Daydream Believer             |
| 11         | 11b                | Dit keer met gevoel           | This Time With Feeling        |
| 12         | 12a                | Gered door het schild         | Saved By The Shell            |
| 12         | 12b                | Het congres van de waarheid   | Tradeshow Showdown            |
| 13         | 13a                | Het Pretpark                  | The Wonderful World of Wizzly |
| 13         | 13b                | Geen gehoor                   | Call Hating                   |

### Seizoen
| Aflevering | Aflevering segment | Nederlandse titel               | Originele titel                    |
| ---------- | ------------------ | ------------------------------- | ---------------------------------- |
| 1          | 1a                 | Jenny, De Vechtmachine          | Weapons of Mass Distraction        |
| 1          | 1b                 | Zoals Het Klokje Op School Tikt | There's No Place Like Home School  |
| 2          | 2a                 |                                 | No Harmony with Melody             |
| 2          | 2b                 |                                 | Tuckered Out                       |
| 3          | 3a                 |                                 | Stage Fright                       |
| 3          | 3b                 |                                 | Never Say Uncle                    |
| 4          | 4a                 |                                 | A Spoonful of Mayhem               |
| 4          | 4b                 |                                 | Enclosure of Doom                  |
| 5          | 5a                 |                                 | Girl of Steal                      |
| 5          | 5b                 |                                 | Mist Opportunities                 |
| 6          | 6a                 |                                 | The Legion of Evil                 |
| 6          | 6b                 |                                 | The Price of Love                  |
| 7          | 7a                 |                                 | Teen Idol                          |
| 7          | 7b                 |                                 | Good Old Sheldon                   |
| 8          | 8a                 |                                 | Infectious Personality             |
| 8          | 8b                 |                                 | Trash Talk                         |
| 9          | 9a                 |                                 | Agent 00' Sheldon                  |
| 9          | 9b                 |                                 | Indes-Tuck-tible                   |
| 10         | 10a                | ?                               | Puppet Bride                       |
| 10         | 10b                | ?                               | Historionics                       |
| 11         | 11a                |                                 | Ball and Chain                     |
| 11         | 11b                |                                 | Labor Day                          |
| 12         | 12a                |                                 | Voyage to the Planet of the Bikers |
| 12         | 12b                |                                 | Queen Bee                          |
| 13         | 13a                |                                 | Samurai Vac                        |
| 13         | 13b                |                                 | Turncoats                          |

## Trivia
- Er wordt in de serie nooit precies gezegd in welk jaar het verhaal plaatsvindt. De enige aanwijzing hiervoor is te vinden in de aflevering I Was a Preschool Dropout. In die aflevering wordt vermeld dat Jenny precies vijf jaar geleden geactiveerd is, waarop Brad opmerkt dat ze de "Super Bowl 100" heeft gemist. De Super Bowl 100 zal in 2066 zijn, wat het jaartal van de serie op ten minste 2071 brengt.
- In de aflevering Sibling Tsunami heten de vijanden de Mad Hammer Brothers. Ze zien eruit als de Super Mario broers en hebben hetzelfde Italiaanse accent.
- In de aflevering Pest Control is Vladamir een parodie op Mickey Mouse. Vlak voor de aflevering eindigt draagt Vladimir de broek van Mickey Mouse.
- In de aflevering Attack of the 51/2 Foot Geek heet de bende die voor moeilijkheden zorgt de "Loneley Hearts Club Gang". Dit is een verwijzing naar het album en nummer van The Beatles', Sgt. Pepper's Lonely Hearts Club Band.
- In de aflevering The Wonderful World of Wizzly wordt er een nummer gezongen die veel doet lijken op Disneyland's it's a small world